# Nel nome di Roma
Nel nome di Roma (Death to the Emperor) è un romanzo storico di Simon Scarrow ambientato nel 60 d.C., pubblicato in Italia nell'agosto del 2023 dalla casa editrice Newton Compton.
È il ventunesimo romanzo della Eagles of the Empire Series con protagonisti Macrone e Catone.

## Trama

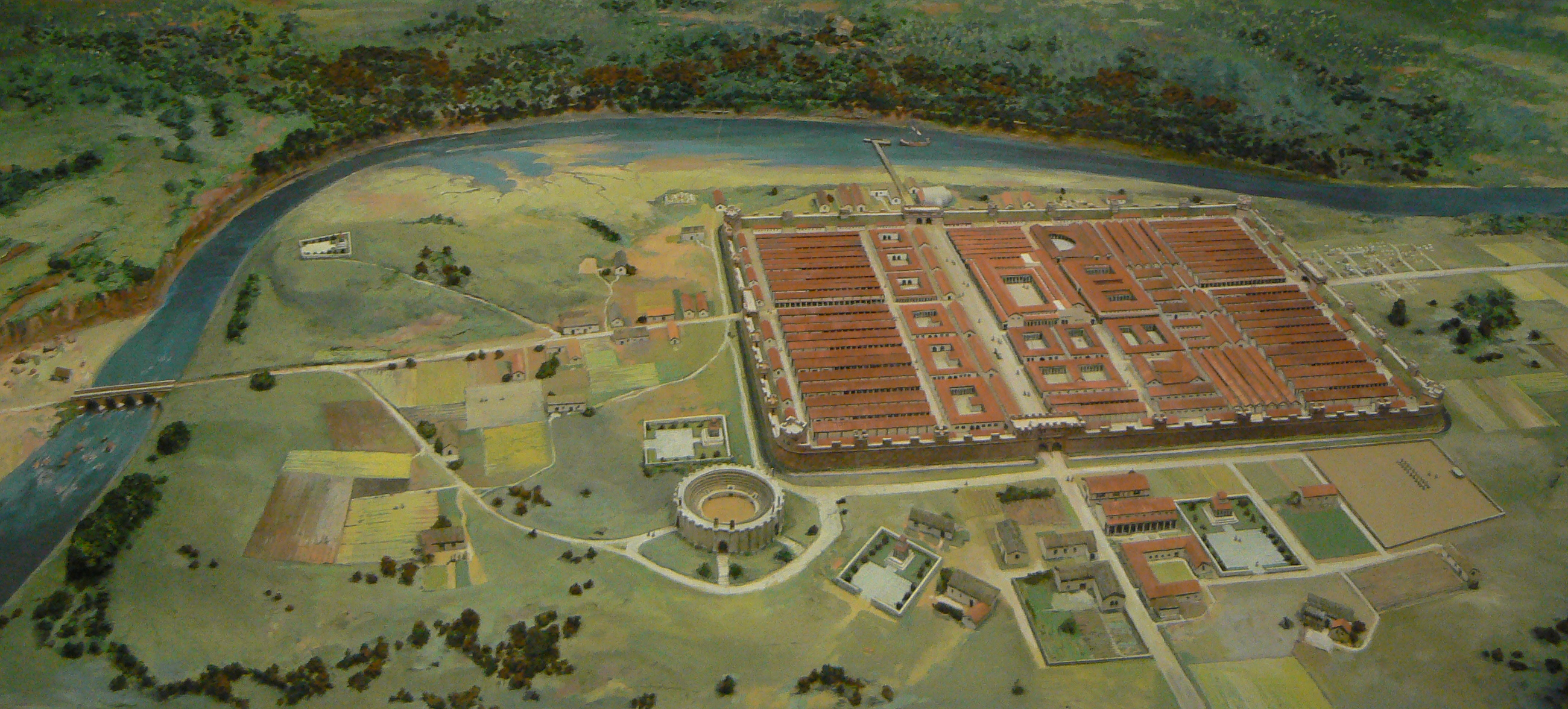
Ricostruzione della fortezza legionaria di Deva Victrix. Catone vi prende il comando dell'Ottava Coorte Illirica.

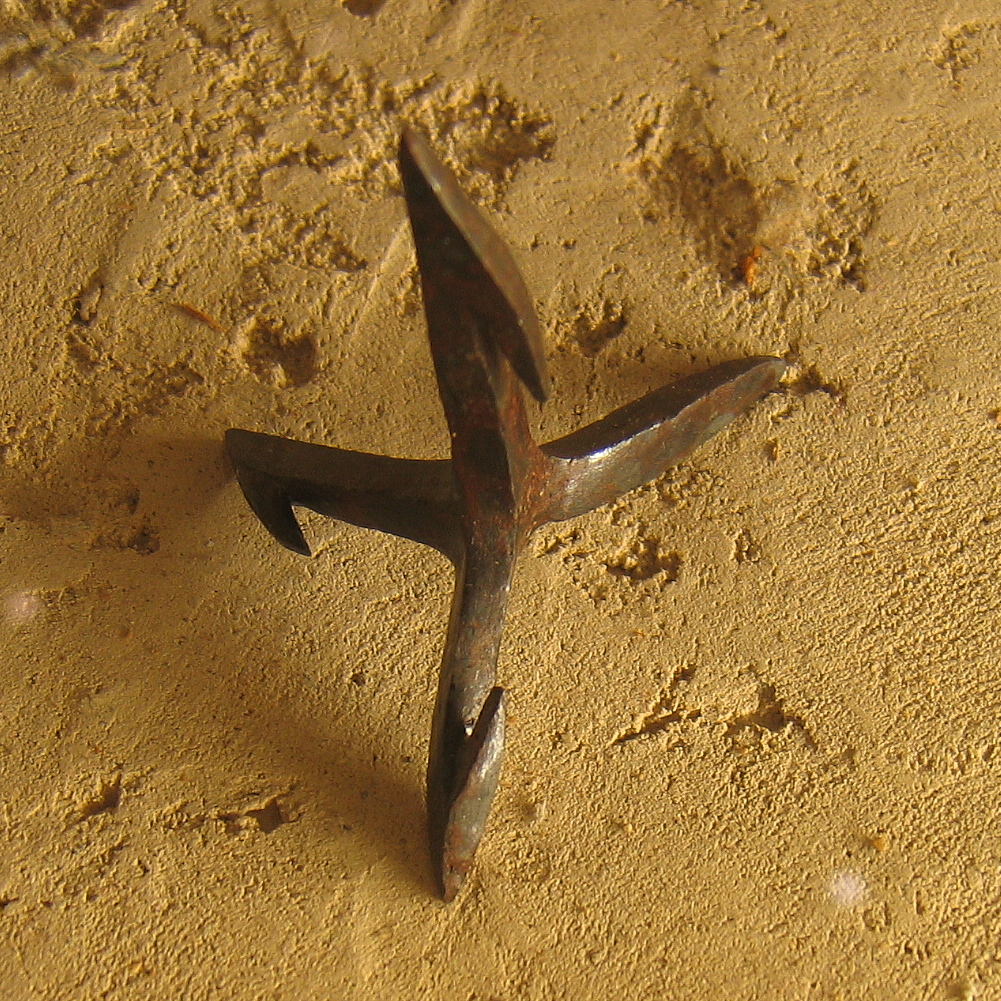
Tribolo romano. Catone li utilizza a scopo difensivo appena sbarcato sull'isola di Mona.

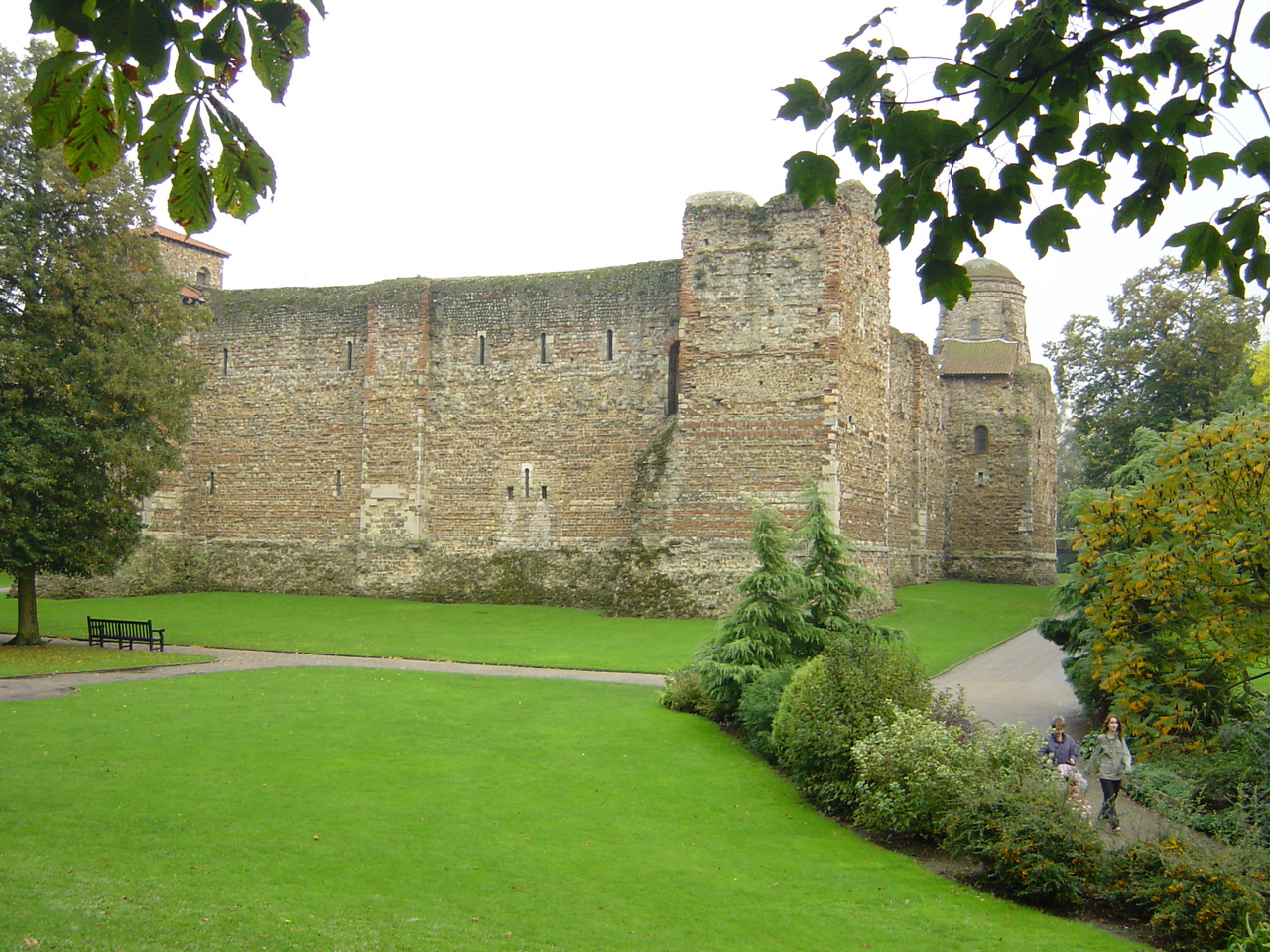
Castello di Colchester, sorto sui resti del tempio di Claudio nella romana Camulodunum. Nel tempio si svolge l'ultima resistenza di Macrone e i suoi veterani assediati dall'esercito di Budicca.

È il 60 d.C. settimo anno di regno dell'Imperatore Nerone. Il centurione Macrone, con la moglie Petronella, si sta godendo il congedo nella sua tenuta a Camulodunum, ricevuta in ricompensa per i numerosi anni di fedele servizio nell'esercito. A breve distanza anche il Prefetto Catone ha preso una dimora dove sta trascorrendo le giornate in ozio in attesa della convocazione per l'assegnazione ad un nuovo incarico. Con Catone vi sono il figlio Lucio, la nuova compagna Claudia Atte e il fido cane Cassio.
Contemporaneamente, nel novembre del 60 d.C., muore il re degli Iceni Prasutago e la moglie Budicca viene acclamata come nuova regina, non senza alimentare il malumore in parte del suo popolo che avrebbe preferito un uomo come guida.
Budicca, con la sua scorta, giunge a Camulodunum per incontrare Macrone e Catone e partecipa ai festeggiamenti dei saturnali che Macrone sta organizzando presso la sua dimora. Quindi chiede a Catone, in nome della vecchia amicizia, di accompagnarla a Londinium, dove deve presentare il testamento di Prasutago per ufficializzare la sua successione. Catone accetta e porta con sé Macrone e Petronella.
Durante il tragitto incontrano un convoglio di mercanti di schiavi, guidato da Gaio Ormano, un ex legionario, che nottetempo riesce a uccidere due guardie icene ed a rubare il forziere con il tributo che Budicca portava con sé per consegnarlo al governatore. Catone, Macrone e Budicca si mettono sulle tracce dei ladri ma intercettano solamente Giunio Bellocato, anch'egli ex legionario e facente parte della banda di Ormano, che si era attardato a causa del cavallo che si era azzoppato. Recuperata la parte di bottino che Bellocato ha con sé Catone lascia agli uomini di Budicca la vendetta verso il prigioniero per poi rimettersi in marcia verso Londinium, unica probabile meta dei fuggitivi.
Nonostante la ricerca dei ladri per tutta la città ed addirittura la diffusione di una taglia, non riescono in alcun modo a recuperare il denaro della regina. Quindi Budicca, con Macrone e Catone, si presenta al governatore con solo un quarto del tributo e questi, anche grazie all'intercessione di Macrone e Catone, le concede tre mesi per saldare il debito. Quindi Svetonio assegna a Macrone il compito di comandare i veterani di Camulodunum, ove gli Iceni avessero creato problemi, e contemporaneamente assistere e scortare il Procuratore Cato Deciano per la riscossione del tributo ove Budicca non rispettasse i tempi.
Il governatore Svetonio chiede a Catone di assumere il comando dell'Ottava Coorte Illirica in vista della partenza della campagna per assoggettare i barbari ed i druidi dell'ovest dell'isola. Catone accetta l'incarico e chiede a Macrone di vegliare su suo figlio Lucio, e per agevolarlo nel compito chiede al vecchio amico Apollonio di Rodi di recarsi a Camulodunum con il duplice compito di dare supporto a Macrone e fare da istruttore a Lucio.
Siamo al marzo del 61 d.C., Macrone si sta prendendo cura della sua famiglia e di quella di Catone e nel frattempo sta valutando come migliorare le difese di Camulodunum. Con Apollonio prepara un piano per rinforzare le mura, ma il senato dei veterani vota contro ritenendo i lavori inutili e troppo costosi. Macrone riesce comunque ad iniziare i lavori grazie al supporto di alcuni volontari ma ovviamente i progressi sono molto lenti. Giunge quindi il procuratore Cato Deciano che comunica a Macrone di dover reclutare cento veterani per recarsi con lui, facendogli da scorta, nei territori degli Iceni fino alla loro capitale Venta Icenorum per verificare se la regina ha raccolto la parte di tributo mancante.
Nel frattempo Catone si è recato presso la fortezza legionaria di Deva ed ha assunto il comando dell'Ottava Corte Illirica. La strategia di Svetonio prevede che l'esercito si divida in due, la parte principale guidata da lui stesso ed il resto da Catone, e che seguendo due percorsi separati ci si ricongiunga sulla costa dinanzi all'isola di Mona, dove si è rifugiato il grosso dell'esercito barbarico. Catone con il suo esercito si addentra nei boschi e subisce diverse imboscate fino a quando giunto dinanzi ad un muraglione con una ridotta, è costretto a porvi un vero e proprio assedio per espugnarlo. Si registrano numerose perdite, tra cui il centurione Delio, e lo stesso Catone viene ferito superficialmente ad un braccio. Per il grande supporto svolto dalle artiglierie Rubio, l'optio che le comanda, viene promosso a centurione della quinta centuria.
Macrone, a capo della scorta di Cato Deciano, giunge nella capitale degli Iceni, Venta Icenorum ed incontrano la regina, ma i modi arroganti ed aggressivi di Deciano costringono Macrone ad intervenire e chiedere un rinvio al giorno successivo. All'indomani Deciano e Macrone vengono nuovamente convocati da Budicca e durante il colloquio, con un colpo di mano il procuratore fa entrare i suoi uomini e arresta la regina e le due sue figlie. Macrone sgomento non riesce ad ostacolare Deciano che trasporta le prigioniere con sé in una veloce marcia di allontanamento. Inviato con uno stratagemma lontano dal campo Macrone ed i suoi fidi, Deciano fa fustigare Budicca e violentare le figlie. Macrone al rientro scopre il misfatto e riesce di nascosto a far evadere le tre donne.
Intanto Catone giunge sulla costa con la sua armata e parimenti Svetonio con il grosso dell'esercito, viene pianificata una strategia per conquistare l'isola. Su suggerimento di Catone la sua coorte sbarcherà sull'isola alle spalle dei difensori, l'azione ha successo ed i primi scontri vengono vinti facilmente con poche perdite. Quindi la tenaglia dei due eserciti si stringe sulle difese degli ordovici, che vengono annientati come a seguire tutti i villaggi e residenti sull'isola. Svetonio Paolino celebra la vittoria donando una corona a Catone che orgogliosamente indossa.
Siamo al giugno del 61 d.C., Macrone scopre, grazie ad un ardita missione segreta affidata ad Apollonio, che gli Iceni ed i Trinovanti, aizzati da Budicca stanno per assaltare Camulodunum con l'obiettivo poi di eliminare tutti i romani presenti sull'isola. Macrone fa allontanare tutte le donne e bambini verso Londinium ed organizza militarmente i circa ottocento veterani in attesa dell'imminente assedio. Quando il grosso dell'esercito di Budicca si presenta dinanzi alle mura il primo assalto viene respinto agevolmente con gravi perdite per gli assalitori. Ma il secondo giorno di assedio i ribelli riescono ad irrompere nel villaggio mettendolo a ferro e fuoco, e costringendo Macrone e circa quattrocento veterani a rifugiarsi entro le mura del tempio di Claudio. Nottetempo a nuoto giunge nel villaggio anche Parvo con il cane di Catone. Dopo un'intera giornata di furiosi combattimenti con numerosi tentativi di sfondare le mura, anche utilizzando arieti improvvisati, gli Iceni lasciano dinanzi al tempio numerose ceste nelle quali Macrone riconosce le teste degli uomini che avevano scortato le donne ed i bambini verso Londinium.
L'assedio al tempio continua sempre più selvaggiamente ed intorno a Macrone cadono quasi tutti a partire da Apollonio, mentre tenta una sortita, e Parvo ed il cane durante l'incendio finale. Macrone e pochissimi sopravvissuti vengono portati al cospetto di Budicca che riconosciuto Macrone lo fa portare via.
Nel frattempo Catone e Svetonio mentre si stanno apprestando nel quartier generale a festeggiare la vittoriosa campagna militare, vengono raggiunti da Marco Verno, un assistente di Deciano, che li informa della rivolta e della distruzione di Camulodunum. Sgomenti Svetonio e Catone organizzano in gran fretta l'esercito per spostarlo il più velocemente possibile per tentare di intercettare i ribelli prima che giungano a Londinium.

## Personaggi
- Macrone: Eroico centurione della Guardia Pretoriana in congedo.
- Catone: Prefetto dell'esercito romano.
- Nerone: Imperatore Romano dal 54 d.C.
- Gaio Svetonio Paolino: Governatore della Britannia.
- Licinia Petronella: Moglie di Macrone.
- Porzia: Madre di Macrone.
- Lucio Licinio: Figlio di Catone e della defunta Giulia.
- Claudia Atte: Amante di Catone ed ex concubina di Nerone.
- Apollonio di Perga: Ex agente segreto, da circa tre anni è il braccio destro di Catone.
- Cassio: Cane meticcio, salvato da Catone ed ora a lui affezionato.
- Parvo: Ragazzo muto a servizio presso la dimora di Macrone.
- Morgatha: Domestica di Macrone e Petronella.
- Cato Deciano: Procuratore della Britannia.
- Prasutago: Re degli Iceni, deceduto per un male improvviso.
- Boudicca: Moglie di Prasutago e nuova regina degli Iceni alla morte del consorte.
- Bardea: Figlia maggiore di Budicca.
- Merida: Figlia minore di Budicca.
- Sifodubno: Cugino di Budicca.
- Gaio Ormano: Mercante di schiavi, ex optio della Seconda Legione.
- Giunio Bellocato: Membro della banda di Ormanno, ex legionario della Ventesima Legione.
- Bladoco: Druido.
- Pernocato: Cacciatore dei Trinovanti.
- Attalo: Ufficiale responsabile della guardia del corpo di Deciano.
- Fasco: Soldato di fanteria della guarnigione di Londinium.
- Gaio Rubio: Ex Prefetto dell'Ottava Coorte Illirica. Deceduto prima della nomina di Catone.
- Caio Massimo: Tribuno anziano della Quattordicesima Legione.

- Venuzio: Veterano in congedo, ex centurione.
- Ulpio: Veterano in congedo, ex legionario della Nona Legione.
- Stellio: Veterano in congedo, ex legionario.
- Volpino: Veterano in congedo, ex legionario.
- Flaminio: Veterano in congedo, ex Vessillifero della Quattordicesima Legione.
- Vario: Veterano in congedo, ex legionario.
- Faustino: Veterano in congedo, ex centurione Primipilo.
- Terzillo: Veterano in congedo, ex centurione.
- Silvano: Veterano in congedo, ex decurione.
- Caldonio: Veterano in congedo, ex optio.
- Balbano: Veterano in congedo, ex centurione.
- Adrasto: Veterano in congedo, ex chirurgo.
- Trasillo: Prefetto della Decima Coorte Gallica.
- Galerio: Centurione della Prima Centuria dell'Ottava Coorte Illirica.
- Minucio: Centurione della Seconda Centuria dell'Ottava Coorte Illirica.
- Decio: Centurione della Quinta Centuria dell'Ottava Coorte Illirica.
- Annio: Centurione dell'Ottava Coorte Illirica.
- Vellio: Centurione dell'Ottava Coorte Illirica.
- Flacco: Centurione dell'Ottava Coorte Illirica.
- Callopio: Optio dell'Ottava Coorte Illirica.
- Metellino: Optio della Quinta centuria dell'Ottava Coorte Illirica.
- Rubio: Optio del contingente di artiglieria dell'Ottava Coorte Illirica.
- Tubero: Centurione del contingente di cavalleria.
- Ursino: Decurione di cavalleria.
- Albino: Decurione di cavalleria.
- Ventidio: Decurione di cavalleria.

## Ambientazione
| Anno    | Età Macrone | Età Catone | Ambientazione |
| ------- | ----------- | ---------- | ------------- |
| 60 d.C. | 52 anni     | 35 anni    |               |

## Edizioni
- Simon Scarrow, Nel nome di Roma, traduzione di Valentina Legnani e Valentina Lombardi, collana Nuova Narrativa Newton, Newton Compton, 29 agosto 2023,  p. 384, ISBN 978-88-227-7867-3.
- Simon Scarrow, Nel nome di Roma, traduzione di Valentina Legnani e Valentina Lombardi, collana GIG 1+1, Newton Compton, 7 gennaio 2025,  p. 384, ISBN 200-00-001-5166-3.

## Analisi
Per l'onore di Roma è il decimo romanzo della serie Eagles of the Empire ad essere ambientato in Britannia.
È il settimo romanzo, consecutivo, in cui compare il personaggio di Licinia Petronella, moglie di Macrone ed ex balia del figlio di Catone. 
È il quarto romanzo, consecutivo, in cui compare il personaggio di Apollonio di Perga, gli altri tre sono Il traditore di Roma, Impero senza confini e Per l'onore di Roma.
È il quarto romanzo in cui compare il personaggio di Porzia, la madre di Macrone. Le precedenti apparizioni risalgono ai romanzi La profezia dell'aquila, Il sangue dell'impero e Per l'onore di Roma.
È il quarto romanzo in cui compaiono i personaggi di Boudicca e Prasutago. Le precedenti apparizioni risalgono ai romanzi La spada di Roma, Il sangue dell'impero e Per l'onore di Roma.
Cato Deciano era nel 57 d.C. il consigliere di Scurra, governatore della Sardegna. Catone lo incontra la prima volta nel romanzo Impero senza confini.